# Arie Blanken
Arie Janszn Blanken (Haastrecht 11 juli 1766 - Gouda 3 mei 1824) was een Nederlands waterbouwkundige. Hij was de broer van Jan Blanken.
Hij trad eind 1779 als jongen in dienst bij de militaire genie, eerst in subalterne rang, en voerde later verscheidene jaren de directie over de vestingwerken der Utrechtse waterlinie van Nieuwersluis tot Muiden. Hij was tot de omwenteling van 1795 assistent van de kapitein-ingenieur D.G.B. Dalhoff behulpzaam bij het in staat van verdediging brengen van de Stelling van Amsterdam. Na dat jaar kwam hij onder bevel van Christiaan Brunings, en werkte aan de droogmaking en het herstel van de Groote Zeesluis te Muiden. Na 1800 was hij directeur van de vervening in de Krimpenerwaard, en werd in 1802 door het Bataafsch genootschap te Rotterdam met goud bekroond voor een beschrijving van dit waterschap (in druk verschenen in 1806).
Bij de 2e reorganisatie van de waterstaat wordt hij nog geen inspecteur, maar hij is wel in 1803 landmeter in rijksdienst. Met Frederik Willem Conrad Sr en Simon Kros is hij van 1804-1807 werkzaam bij de bouw van de spuisluis van Katwijk. Hierover hebben zij ook een rapport geschreven. Bij de 5e reorganisatie van de waterstaat kreeg hij als inspecteur van het 9e district (Zuid Holland ten noorden van de Lek) met standplaats Gouda. Toen zijn broer inspecteur-generaal geworden was in 1808 ook tijdelijk belast met de Zuid-Hollandse eilanden, die tot dat moment onder het inspectoraat van zijn broer vielen. Een belangrijk onderdeel daarvan was de zeewering van Goeree. Hij maakte toen een einde aan het systeem van uitbesteden van werk via daggelden, maar voerde aanbestedingen van hele projecten in, waardoor de kosten van werken aanzienlijk verminderden.
Bij de 6e reorganisatie, onder Napoleon I, werd hij in 1811 benoemd tot hoofdingenieur 1e klasse van het departement Bouches de la Meuse, ongeveer overeenkomend met Zuid-Holland. Hij heeft in deze tijd belangrijke ontwerpen gemaakt, zoals plannen voor droogmaking van het Haarlemmermeer en voor de afsluiting van de Hollandse IJssel. Ook maakte hij plannen voor het verversen van het grachtwater in 's-Gravenhage. Hij legde in die tijd ook het gedeelte Vianen-Gorinchem van de straatweg Amsterdam-Parijs aan. Samen met Adrianus François Goudriaan heeft hij plannen gemaakt om Amsterdam te voorzien van water uit de Lek, ook voor het doorspoelen van de grachten.
In 1803 werd hij lid van het Bataafsch Genootschap in Rotterdam en van de Hollandsche Maatschappij der Wetenschappen te Haarlem. Dat hij een wetenschappelijk man was, werd ook erkend door zijne In 1809 werd hij benoemd tot lid van het comité-central van de waterstaat, Dat jaar werd hij ook correspondent van het Hollandsch Instituut, en toen dit lichaam in 1816 door Willem I tot Koninklijk Nederlandsch Instituut omgevormd werd, werd hij daarvan ook lid. Hij zond in 1816 een door hem met Christiaan Brunings gemaakt plan voor droogmaking van de Zuidplas in; het werd begroot op 2.1 miljoen gulden, maar is pas veel later uitgevoerd.
Bij de 7e reorganisatie van de waterstaat werd Blanken met ingang van 1 januari 1817 hoofdingenieur 1e klasse in Zuid-Holland. met de titel van inspecteur-honorair.
Een brief van dijkgraaf en hoogheemraden van Schieland van 4 april 1818, tot dankbetuiging voor hetgeen hij voor de bemaling van dat hoogheemraadschap nabij Kortenoord gedaan had, getuigt van zijn ijver en kunde. Blanken schijnt voor sommige van zijn ambtenaren, o.a. Overduyn en Kros, maar ook in het algemeen moeilijk geweest te zijn. Op het laatst van zijn leven voerde hij processen met de stad Gouda, die nagenoeg tegen zijn woning aan een sluis bouwde.
Blanken trouwde in 1787 met Margaretha van Lakerveld, zij overleed op 19 maart 1823. Waarschijnlijk was dit overlijden mede er de oorzaak van, dat hij op nog vrij jonge leeftijd kort daarna eervol ontslag vroeg, dat hem met ingang van 1 augustus 1823 verleend werd. Hij bleef in Gouda wonen, waar hij nog geen jaar later op 58 jarige leeftijd overleed.
- Digitale Bibliotheek voor de Nederlandse Letteren: blan027
- Gemeinsame Normdatei: 1219607673
- International Standard Name Identifier: 0000 0003 8959 2550
- Virtual International Authority File: 199404963